# Stanisław Tochowicz
Stanisław Tochowicz (ur. 7 maja 1925, zm. 3 października 1994) – polski metalurg, profesor nauk technicznych, profesor i dyrektor Instytutu Metalurgii Politechniki Śląskiej, prorektor Politechniki Śląskiej, profesor i kierownik Zakładu Metalurgii Stali Politechniki Częstochowskiej.

## Życiorys
Urodził się w 1925 roku (inne źródła podają rok 1923) jako syn pochodzącego ze Słomnik Antoniego Tochowicza i Kazimiery Florentyny Tochowicz z domu Malskiej. Miał czworo rodzeństwa. Jego krewnym był kardiolog Leon Tochowicz.
Ukończył Państwową Techniczną Szkołę Górniczo-Hutniczo-Mierniczą. Podczas studiów w Akademii Górniczej w Krakowie uczestniczył w krakowskich protestach studenckich w maju 1946, jako wiceprzewodniczący Stowarzyszenia Studentów Akademii Górniczej szedł na czele pochodu protestacyjnego 3 maja. W 1949 roku ukończył studia na AGH ze stopniem inżyniera.
Od 1948 roku pracował w hucie „Pokój”, gdzie doszedł do stanowiska głównego technologa huty. W 1952 roku, mając dwadzieścia dziewięć lat, został głównym stalownikiem Centralnego Zarządu Przemysłu Hutniczego. Następnie został zastępcą dyrektora do spraw postępu technicznego w Zjednoczeniu Hutnictwa Żelaza i Stali.
W 1967 uzyskał stopień doktora na AGH. W 1968 rozpoczął pracę na Politechnice Śląskiej. W tym samym roku uzyskał docenturę. Od 1972 był profesorem Politechniki Śląskiej, organizował jej filię w Katowicach. Był dyrektorem Instytutu Metalurgii oraz prorektorem Politechniki Śląskiej. W roku 1982 przeniósł się do Politechniki Częstochowskiej, gdzie skoncentrował się na działalności badawczej i gdzie kierował Zakładem Metalurgii Stali. W 1990 uzyskał tytuł profesora.
Zajmował się szczególnie zastosowaniem plazmy w metalurgii. Był ekspertem Organizacji Narodów Zjednoczonych do spraw Rozwoju Przemysłowego w Ameryce Południowej, Afryce i Turcji. Działał w Stowarzyszeniu Inżynierów i Techników Przemysłu Hutniczego, którego został honorowym członkiem. Był też redaktorem czasopism technicznych.
Przeszedł na emeryturę w 1993 roku. Zmarł 3 października 1994. Został pochowany na cmentarzu Rakowickim w Krakowie (kwatera XXXIV, rząd: płd, miejsce: 19).

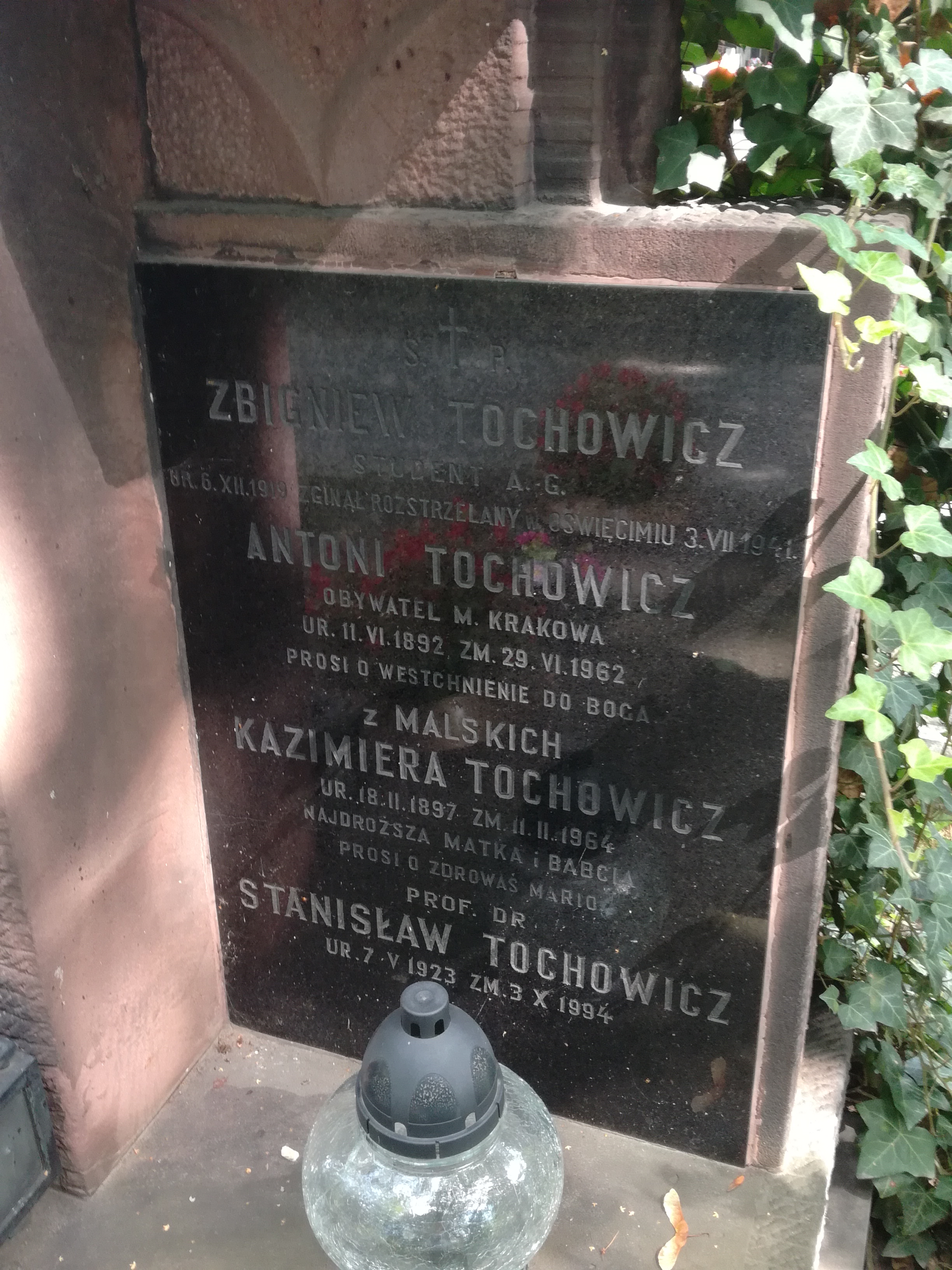
Grób prof. Stanisława Tochowicza na cmentarzu Rakowickim

Był żonaty, miał dwoje dzieci.

## Publikacje (wybór)
- Wytrawianie stalowych blach cienkich w kwasach. Stalinogród: Wydawnictwo Górniczo-Hutnicze, 1955. Brak numerów stron w książce Współautor: Leonid Andrejew.
- Dokumentacja planowania wykonawczego produkcji wydziału stalowni. Warszawa: Państwowe Wydawnictwa Techniczne, 1953. Brak numerów stron w książce Współautorzy: Bogdan Kołomyjski, Jerzy Czarny.
- Elektrometalurgia stali. Katowice: Wydawnictwo „Śląsk”, 1973. Brak numerów stron w książce Współautor: Tadeusz Mazanek.
- Wpływ intensywności przenoszenia masy na kinetykę wielofazowych procesów metalurgicznych. Katowice: Politechnika Śląska. Instytut Metalurgii, 1977. Brak numerów stron w książce
- Metalurgia próżniowa stali. Katowice: Wydawnictwo „Śląsk”, 1978. Brak numerów stron w książce Współautor: Zygmunt Klisiewicz.